# Martin Beradt
Martin Beradt (26 août 1881 à Magdebourg en royaume de Prusse - 26 novembre 1949 à New York, aux États-Unis) est un écrivain et juriste allemand.

## Biographie
Martin Beradt naît dans une famille juive orthodoxe de Magdebourg. En 1906, il obtient un doctorat en droit et s'installe comme avocat à Berlin. Pendant la Première Guerre mondiale, il est mobilisé puis renvoyé à la vie civile en raison d'une maladie oculaire. Il écrit en 1916 un récit sur son expérience de soldat, Schipper, publié trois ans plus tard par le S. Fischer Verlag. Il avait déjà publié, avant la guerre, un roman, Go. En 1919, paraît Die Verfolgten, un recueil de nouvelles. Dans les années 1920, son activité littéraire est réduite. Il se consacre avec succès à son métier, il est notamment l'avocat de l'Union des producteurs d'automobiles.
Après 1933, il subit les lois antisémites du régime nazi. Interdit d'exercer son métier d'avocat, il l'est aussi de publication. Pourtant, il ne s'exile qu'en 1939, avec son épouse Charlotte Beradt, à Londres, puis l'année suivante à New York, où il meurt en 1949, presque aveugle.

## Œuvre
Comme nombre d'exilés allemands, Beradt et son œuvre tombent dans l'oubli dans l'Allemagne d'après-guerre. Il est redécouvert par Karl Otten qui, à partir de 1957, republie des nouvelles qu'il considère comme typiquement expressionnistes. Otten fait aussi connaître un roman écrit par Beradt à la fin de sa vie, Die Straße der kleinen Ewigkeiten, qui décrit l'ancien quartier juif orthodoxe de Berlin, un livre vu aujourd'hui comme un témoignage sur un monde disparu.

## Ouvrages
- 1909, Go, roman, S. Fischer Verlag
- 1919, Schipper, roman, S. Fischer Verlag
- 1919, Die Verfolgten, nouvelles, Rohwolt
- 1965, Die Straße der kleinen Ewigkeit, roman (posthume)